# 小行星91422
小行星91422（91422 Giraudon）是一颗绕太阳运转的小行星，为主小行星带小行星。该小行星于1999年7月发现。
該小行星以法國機械工程教授埃德蒙·吉勞東（Edmond Giraudon）命名。

## 轨道参数
小行星91422的轨道半长轴为397 449 920 km（2.6567508 UA），离心率为0.167。